# Karin Alvtegen
Karin Alvtegen (Huskvarna, 8 giugno 1965) è una scrittrice e sceneggiatrice svedese.

## Biografia
Pronipote della scrittrice Astrid Lindgren, è nata nel 1965 a Huskvarna e vive e lavora a Stoccolma.
In seguito alla tragica morte del fratello avvenuta nel 1993 durante un'arrampicata, ha sofferto per molti anni di depressione e attacchi di panico e questa sua condizione ha ispirato la figura del protagonista del suo primo romanzo Skuld pubblicato nel 1998.
Sceneggiatrice per il cinema e la televisione, ha pubblicato (al 2018) altre nove opere principalmente ascrivibili al Noir scandinavo e ha ricevuto diversi riconoscimenti tra i quali spicca il Glasnyckeln nel 2001 per Senza fissa dimora.

## Opere principali

### Romanzi
- Skuld (1998)
- Senza fissa dimora (Saknad, 2000), Milano, Rizzoli, 2001 traduzione di Annuska Palme Sanavio ISBN 88-17-87130-3.
- Tradimento (Svek, 2003), Milano, Ponte Alle Grazie, 2006 traduzione di Carmen Giorgetti Cima ISBN 978-88-7928-805-7.
- Vergogna (Skam, 2005), Roma, Nottetempo, 2011 traduzione di Carmen Giorgetti Cima ISBN 978-88-7452-291-0.
- Ombra (Skugga, 2007), Roma, Nottetempo, 2010 traduzione di Carmen Giorgetti Cima ISBN 978-88-7452-231-6.
- En sannolik historia (2010)
- Fjärilseffekten (2013)
- Nyckeln till Hinsides (2016)
- Hinsides brinner  (2017)
- Hinsides väktare (2018)

## Filmografia parziale
- Rederiet (1992-2000) Soap opera (sceneggiatura di 24 episodi)
- Hotet (2004) regia di Kjell Sundvall (sceneggiatura)
- Missing (2006) regia di Ian Madden (soggetto)

## Alcuni riconoscimenti
- Glasnyckeln: 2001 per Senza fissa dimora
- Edgar Award per il miglior romanzo: 2009 nomination per Senza fissa dimora